# All We Know
"All We Know" je pjesma američkog sastava Paramore. Objavljena je kao treći i konačni singl s njihovog prvog albuma All We Know is Falling.

## O pjesmi
Pjesmu su napisali Hayley Williams i Josh Farro, a producent je James Paul Wisner. Pjesma govori o odlasku basista Jeremy Davisa iz sastava, no on se kasnije vratio i razvodu roditelja pjevačice Hayley Williams. 

## Kritički osvrti
Pjesma je uglavnom dobila pozitive kritike glazbenih kritičara. Tako je i stranica Digital Spy dala dobru kritiku za pjesmu.

## Videospot
Videospot za pjesmu "All We Know" je uživo nastup s koncerta. Snimljen je pod redateljskom palicom Dan Dobia. Video pokazuje sastav kako izvode svoje pjesme po pozornici i razne slike koje pokazuju njih kako trče kroz grad i scene iza pozornice. Sličan spot snimljen je i za pjesmu "Hallelujah".